# 157
157 је била проста година.

## Догађаји
- У Дакији почиње побуна против римске власти.
- Ратови Таншихуаија. Напад на Кину, пораз Динглинга на северу, пораз Фујуа на истоку, Усуна на западу и остатака јужног Сјонгнуа на југозападу.